# Santa Isabel (ostrov)
Santa Isabel (též Ysabel, Isabel nebo Mahaga) je nejdelší a třetí největší ostrov z Šalomounových ostrovů. Je to také největší ostrov v Isabelské provincii.

## Poloha a geografie
Santa Isabel leží v Tichém oceánu, jihovýchodně od ostrova Choiseul, severozápadně od ostrova Malaita a severně od ostrova Guadalcanal (Isatabu).

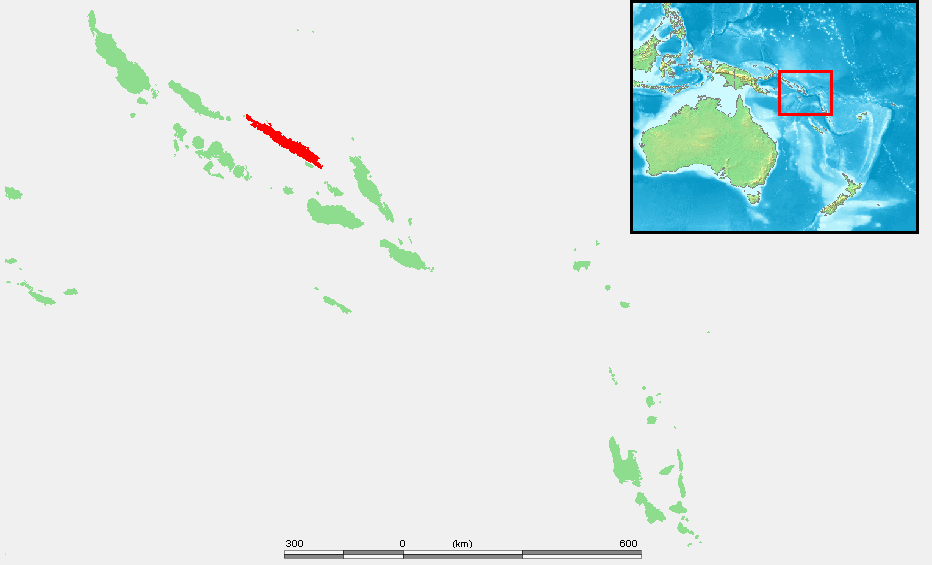
Poloha ostrova Santa Isabel

Nejvyšší horou je Mount Sasari (1220 metrů nad mořem).
Řeka Marutho teče z hor a vlévá se do oceánu v Hofi. Téměř všechny řeky nebo potoky protékají středem, kromě těch co se nacházejí na druhé, katovské, straně.
Hlavním městem je Buala. Nejbližší letiště je letiště Fera na blízkém ostrově Fera.

## Historie

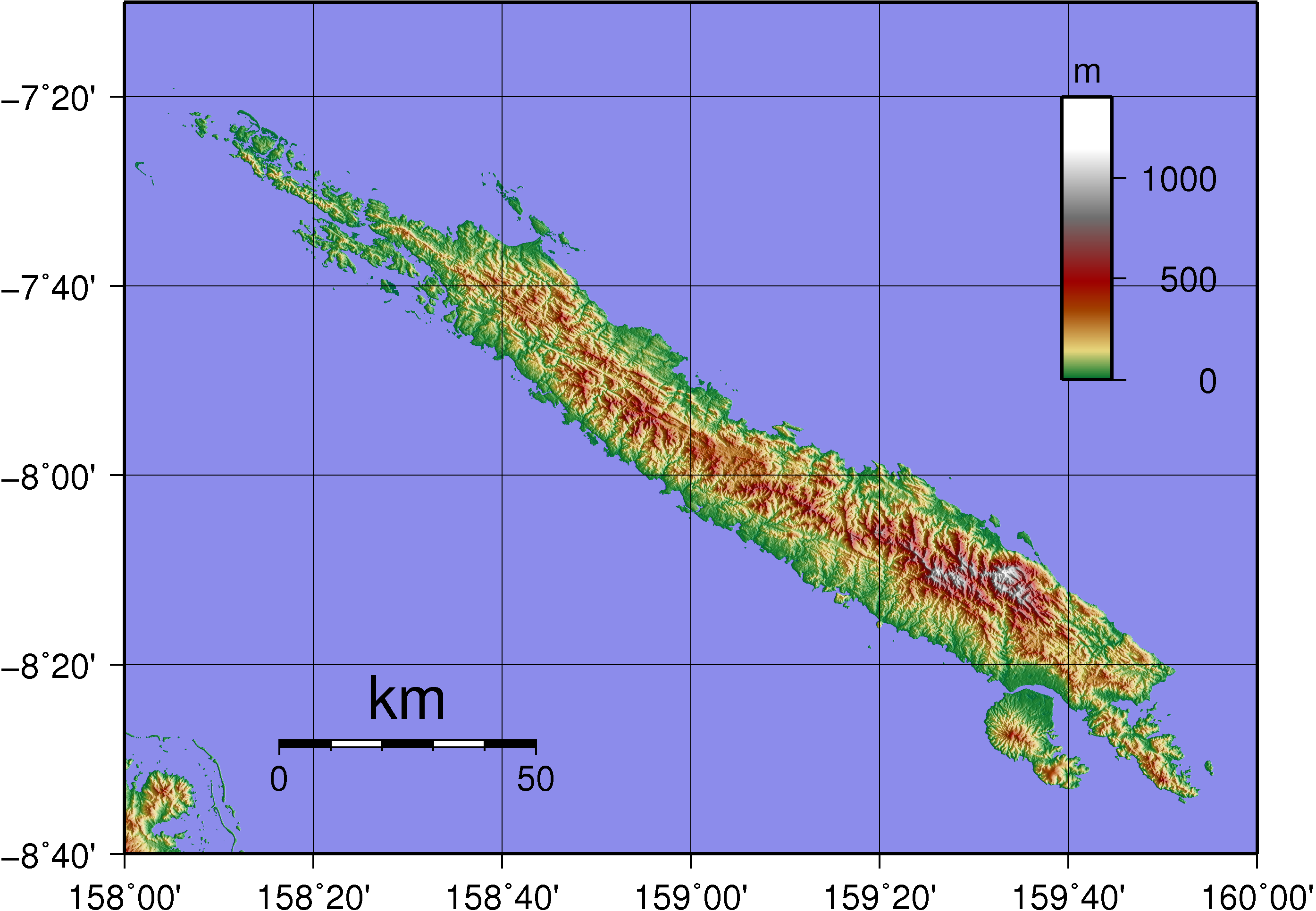
Topografie ostrova

První evropský kontakt se Šalomounovými ostrovy proběhl díky průzkumníkovy Álvaro de Mendañovi dne 7. února 1568. Ostrov zmapoval jako Santa Isabel de la Estrella (v překladu ze španělštiny svatá Alžběta hvězdy Betlémské). Španělé zde založili osadu a postavili zde malou loď  (známá jako "brigantina") a používala se pro průzkum a mapování okolního moře a ostrovů. Tyto místní průzkumy vedené Maestrem de Campou, Pedrem Ortegou Valencie a Alférezem Hernandem Enríquezem vedly k objevům ostrovů Malaita, Guadalcanal, Savo, Vangunu, Choiseul, Makira, Ulawa, Malaupaina, Malaulalo, Ali'ite a Ugi. 
Španělé okamžitě přišli do styku s místními domorodci a zpočátku byl vztah srdečný. Potřeba čerstvých potravin a vody španělské expedice však rychle vedla k napětí a konfliktu, protože domorodci nebyli schopni poskytnout Španělům nepřetržitou dodávky surovin. Španělé ale nenalezli žádné zlato a kvůli nedostatku jídla, útokům domorodců a častým nemocem svou osadu přemístili na místo dnešní Honiary na Guadalcanalu a osada na Santa Isabel byla opuštěna.

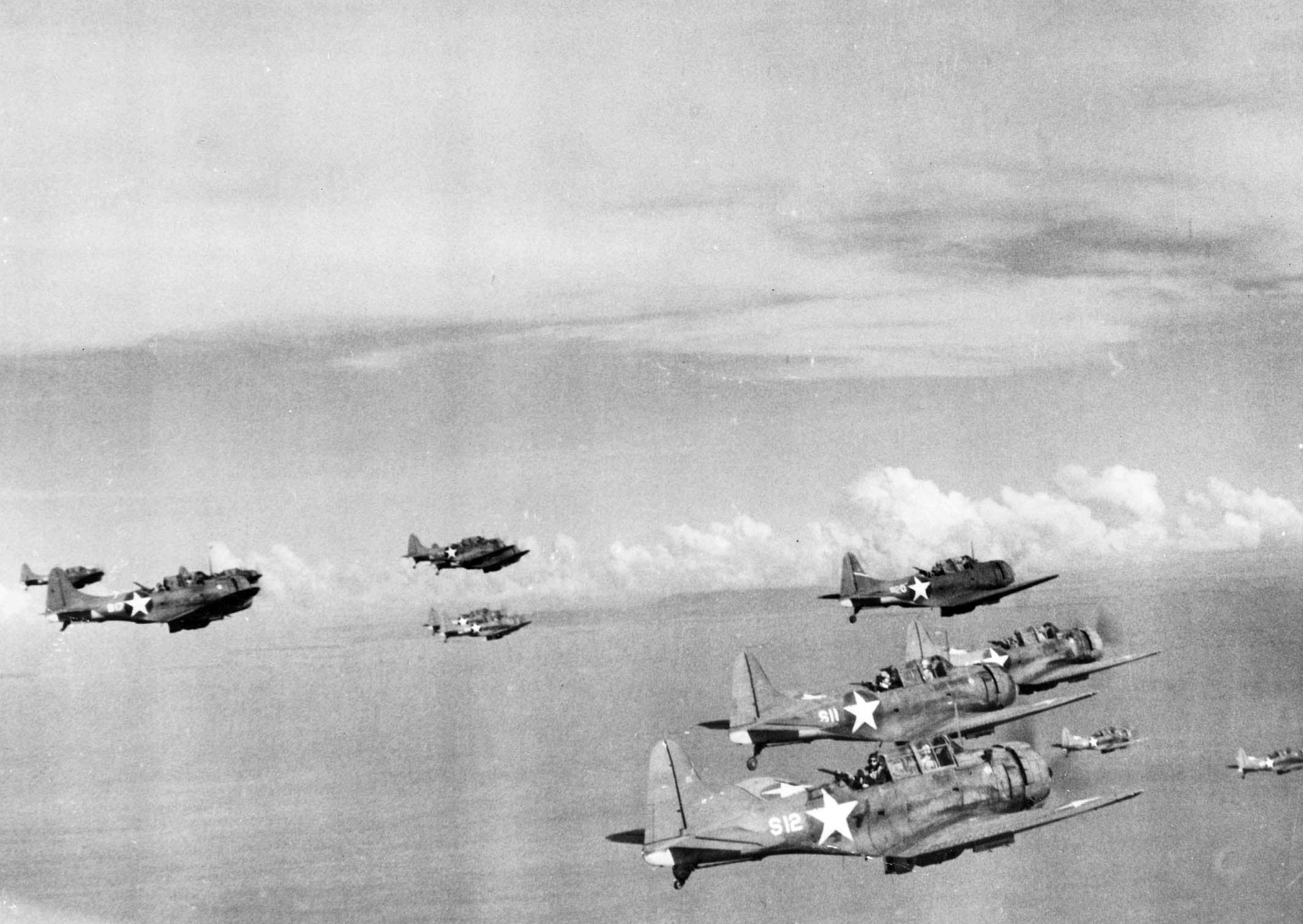
Americké bombardéry US Navy Douglas SBD-3 letící zničit japonskou základnu v zátoce Rekata.

Mnoho domorodců bylo v devatenáctém století často brutálně donuceno k práci (často byli unášeni a voženi na cukrové plantáže v Queenslandu a na Fidži.).
V dubnu 1885 byl vyhlášen německý protektorát na severovýchodě Šalomounových ostrovů, který zahrnoval i Santa Isabel. V roce 1900 Německo na základě Berlínské smlouvy (14. listopadu 1899) převedlo Severní Šalomounovy ostrovy (s výjimkou Bougainvilleu a okolních ostrovů) na britský protektorát Šalomounových ostrovů výměnou za to, že se Britové vzdali všech nároků na Samou. Misionáři se usadili na ostrově Santa Isabel pod oběma protektoráty a většinu obyvatelstva obrátili na křesťanství. Na počátku 20. století zahájilo několik britských a australských firem rozsáhlé kokosové výsadby.
Během druhé světové války založilo císařské japonské námořnictvo základnu hydroplánů v zálivu Rekata na severovýchodním pobřeží. Základna byla bombardována americkými silami od srpna 1942 do srpna 1943. V následujícím měsíci Japonci evakuovali základnu.
Po nezávislosti Šalomounových ostrovů v červenci 1978 byl ostrov Santa Isabel připojen k Isabelské provincii.
27. května 2011 bylo 17 mužů zatčeno kvůli vypálení domů u řeky Uluberia, jednalo se o 33 domů v řadě v důsledku sporu o nemovitosti. Celkový počet zatčených byl později rozšířen na 31.

## Jazyky

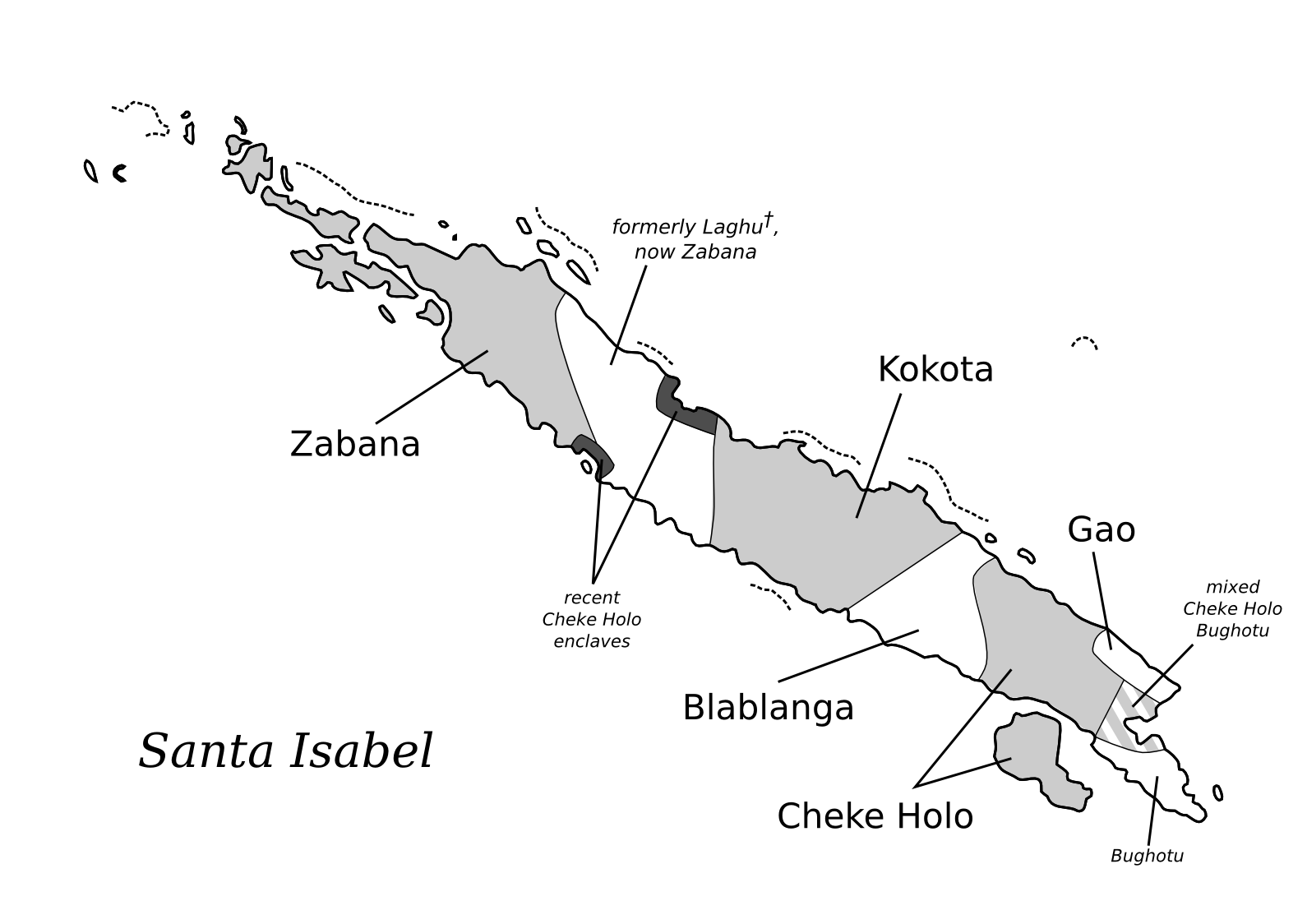
Mapa rozšíření jazyků na Santa Isabel

Na Santa Isabel se mluví mnoha jazyky ze skupiny ysabelských jazyků (podskupina austronéských jazyků). Jediný z nich, který je úřední je zabana, ale tím s nejvíce mluvčím je čeke holo. Právě dříve jmenované jazyky postupně nahrazují i další ysabelské jazyky. V jižní části ostrova se mluví také jiným austronéským jazykem, který se nazývá bughotu. Dále se používá angličtina (úřední na celých Šalomounových ostrovech) a šalomounský pidžin (lingua franca na celých Šalomounových ostrovech).

### Seznam místních domorodých jazyků
- Blablanga
- Bughotu
- Čeke Holo (též Marine nebo Maringe)
- Gao
- Kokota
- Zabana
- Zazao

Dříve se zde mluvilo také jazykem laghu, ten ovšem roku 1984 (nahradilo ho zabana).